# Amigos de la Unión Soviética (India, 1981)
Amigos de la Unión Soviética (AUS) era una organización en la India. Fue fundado por miembros del Congreso Nacional Indio y el Partido Comunista de Toda la India como una alternativa a la Sociedad Cultural Indo-soviética (SCIS) controlada por el PCI, después de la ruptura entre el PCI y el Congreso Nacional en la escena política nacional.
La primera ministra india, Indira Gandhi, se dirigió a la conferencia inaugural de AUS en mayo de 1981. En su discurso, Gandhi regañó al PCI/SCIS, llamándolos "custodios autoproclamados" de la amistad indo-soviética.